# سفیدابروی مرداب
سفیدابروی مرداب (نام علمی: Bocagia minuta) نام یک گونه از تیره سنگ‌چشم بیشه است.